# Pachycara andersoni
Pachycara andersoni är en fiskart som beskrevs av Møller 2003. Pachycara andersoni ingår i släktet Pachycara och familjen tånglakefiskar. Inga underarter finns listade i Catalogue of Life.